# Wasserstraßen-Neubauamt Helmstedt
Das Wasserstraßen-Neubauamt Helmstedt ist eines von acht Neubau- bzw. Ausbauämtern der Wasserstraßen- und Schifffahrtsverwaltung des Bundes. Es ist der Generaldirektion Wasserstraßen und Schifffahrt untergeordnet.
Das Wasserstraßen-Neubauamt Helmstedt wurde 1992 eingerichtet und ist im Rahmen des Projektes 17 der Verkehrsprojekte Deutsche Einheit zuständig für den Ausbau der Osthaltung des Mittellandkanals zwischen der Schleuse Sülfeld bei Wolfsburg und dem Beginn des oberen Vorhafens der Schleuse Rothensee am Wasserstraßenkreuz Magdeburg.
Das Wasserstraßen-Neubauamt Helmstedt unterstützt seit 2005 das Gesamtprojekt "Anpassung der Mittelweser" und ist hier für den Ausbau oder die Anpassung der Schleusenkanäle und die Erneuerung der Liegestellen und Leitwerke in den Schleusen-Vorhäfen zwischen Petershagen und Bremen-Hemelingen zuständig.